# Киско
Ки́ско (фин. Kisko) — в прошлом волость в провинции Исконная Финляндия в губернии Западная Финляндия в непосредственной близости от города Сало. С 1 января 2009 года в ходе муниципальной реформы объединена с рядом других населённых пунктов, состав единую общину с Сало.

## Население
На 31 декабря 2008 года в Киско проживало 1828 человек, а плотность населения составляла 7,26 чел/км²

### Известные уроженцы и жители
- Сайфулин, Рафаэль (р. 1952) — финский скульптор.

## Города-побратимы
- Каарма (волость)
- Стренгнес